# Comuna Rudka, Hrebinka
Rudka (în ucraineană Рудка) este o comună în raionul Hrebinka, regiunea Poltava, Ucraina, formată din satele Horbî și Rudka (reședința).

## Demografie
Componența lingvistică a comunei Rudka
     Ucraineană (97,8%)
     Rusă (1,79%)
     Alte limbi (0,41%)
Conform recensământului din 2001, majoritatea populației comunei Rudka era vorbitoare de ucraineană (97,8%), existând în minoritate și vorbitori de rusă (1,79%).